# Rodolfo Gamarra
Rodolfo Gamarra (10 de desembre de 1988) és un futbolista paraguaià.

## Selecció del Paraguai
Va formar part de l'equip paraguaià a la Copa del Món de 2010. Debutà professionalment al Club Libertad el 18 de novembre de 2008. El 20 de maig de 2009 marcà el seu primer gol professional davant el 12 de Octubre.